# Cape York-alfesmutte
Cape York-alfesmutte (latin: Malurus amabilis) er en spurvefugl, der lever i det nordøstlige Australien.